# لغة العمارة
لغة العمارة هي منهج عام يشمل، أيضاً، علامات ورموز ثقافية نابعة من العادات والتقاليد، من التأثيرات الثقافية والبيئية الموروثة، والتي لا تزال مستمرة في وضع علامات ورموز جديدة متماسكة في التطور الثقافي والتكنولوجي الحالي.
لفهم لغة العمارة، يجب علينا أن نعتبرها ككائن حي يتفاعل معنا ويتطور وفقا لاحتياجاتنا. لغة العمارة يجب أن تقودنا إلى فهم العناصر والتشكيلات، وفهم البنية والشخصية، لإعطائنا القدرة على ان ننسبها إلى بلد معين، إلى ثقافة أو إلى مرحلة من الزمن.
كما هو الحال إذا أردنا أن نبني علاقة مع دولة لديها لغة وثقافة مختلفة، الخطوة الأولى تتمثل في تعلم اللغة لنقدر أن نعيش معهم وان نكون جمل مفيدة واضحة وكاملة المعنى والمغزى. وبالتالي، فهم العمارة بشكل عام، يتطلب معرفة المفردات والعناصر الأساسية (الأبواب والنوافذ والمشربية، القبة، القبو، الخ...) التي تشكل المساحات المعمارية (الغرف، المطبخ، الحمام، الخ...) وهذه تشكل المباني (المنزل، المسجد، المدرسة، المتاجر، المستشفيات، المصانع، الخ...) ومجموعة من هذه المباني تشكل الحي البلد والمدينة.
فرق القدرة في عمل العمارة هو الذي يميز بين مهندس معماري وآخر، كلما ازدادت معرفة المهندس بالمفردات المعمارية، بقواعد التكوين المعماري، وبالظروف الثقافية لمكان المشروع، كلما كانت نتيجة عمله خلاقة.
لو أمنا بالفكرة أن الحرف العربي، له شكل يعبر عن انتمائة إلى اللغة العربية، وبرفض فكرة تقسيم الشكل عن المعنى، لا ينبغي لنا أن نقبل بأن تكتب الكلمات العربية بالحروف اللاتينية. وبالمثل، يتعين علينا نتعامل مع العمارة العربية وعناصرها.

## عمارة الفضاء
العمارة في المقام الأول هي عملية تكييف الفضاء لصالح الإنسان وحياته. الفضاء المولود يأخذ شكل، ويصبح إشارة ومثل كل العلامات، التي يُفترض أن يكون فيها حياة وإرادة وذكاء، تصبح لغة وتواصل.
الفضاء يصبح كلمات وعبارات لغوية تُحدثنا عن الحياة والوجود. وأحيانا هذه الكلمات تصبح شعر، الذي هو أعلى مظاهر التعبير اللغوي. لا أحد موجود إن لم يُعبر عن وجوده. بين الجميع وفي كل ما لدينا هناك لغة للاتصال. ببساطة بدون لغة، ليس هناك وجود.
لغة العمارة هي الفضاء، ليس الجدران، الواجهات، الرسومات الجميلة، الأحجام، المواد، الضوء والظل، النسبة ولا اللون. كل هذا يساهم، عند الحاجة إليه، وإذا لزم الأمر، ولكن العنصر الرئيسي هو الفضاء. البناء بدون الفضاء، حتى لو زين ببراعة، يحتل فضاء، ولكن ليس الفضاء، ولا هو عمارة.
عمارة مكونة بشكل جيد، من أحجام مغرية وديكورات أنيقة، ولكنها تنفي الحرية وترغم البيئات في تفاهة الغرف والغُريفات، هي عمارة سيئة.
مادة المعماري هي الفراغ. هو يبني فراغ. هو لا يبني جدار، سقف، هيكل حتى ولو كانت جريء، هذة ألجراءة التي هدفها نفسها وطريقة تنفيذها.ليست عمارة.
برج إيفل ليست عمارة لأنّ فكرتة كانت مركزة على التنفيذ ولا على الفراغ الذي يحتوية. بعد ذلك، هل يمكن اعتبار الجسر عمارة؟ نعم، إذا كانت فكرتة في خلق الفراغ وليس فقط في صموده.
غالبا ما يبني المعماريون للتكنولوجيا، للوظيفة، للشكل، للتاريخ، لعلم الاجتماع، لعلم النفس، للسياسة، لكل ما هو في الفضاء ولكن ليس للفضاء. إذ أُعطى للنحات الطين وللشاعر الكلمات، للمعماري يجب أن يُعطى الفضاء.
تصميم الجدران والسقوف، والأحجام، هو وهم لأنه يضع الإجراءات حول هذه «الأشياء»، ويتجاهل الفضاء الغير مادي الذي هو المادة الحقيقة وهو لغة المعماري.
الفرق الحقيقي بين المعماري والبناء هو أن احدهم يفكر بالأشياء التي تعرف الفضاء، والأخر بالفضاء المحدد من سأكنيه. 
الأشياء هم العناصر الجسمية التي من الواضح أن هناك الحاجة إليهم لتحقيق الفضاء المعماري الذي هو «الموضوع» مثل الرجل وحياته.
لذا لا حاسم للأشياء المعمارية، تاريخية أو غير، للأمثلة، للفلسفة، للتشابه اللغوي، وللميتافيزيقية من لغة الإشارة. لأن الرجل اليوم يملك الوسائل الثقافية والاجتماعية والموارد التقنية لتشكيل الفضاء لنفسه وحياته، دون الحاجة لضغط نفسة في الجدران الحاملة والأرضيات والسقوف والواجهات، وبكل ما يقع ضمن مفردات العمارة الأكاديمية التقليدية القديمة والحديثة

## سميولوجية العمارة
إذا كان صحيح ان العمارة هي لغة، يجب علينا ان نفهم كل مبنى، وبهذا المعنى الطبيعي للعمارة لن يكون بعد ذلك القضية.
منهج فرويد وماركس فشل جزئياً لأنة لم يُدخل عامل الخبرة كجزء من المعنى الكلي للمبنى.
الجمل يمكن ان يكون لها معنى يدل على وجود ظاهرة حضارية يتنج عنها ظاهرة أخرى أو ان يكون في الجمل تشبيه للظواهر طبيعية.
العلاقة بين الكلمات ومعانيها ليست طبيعية ولكنها مقصودة وهي بحاجة لقوانين متعارف عليها سابقا وهذا يتعارض مع نظريات كثيرة للعمارة ماخوذة من قواعد مطروحة من اشخاص مثل تشارلز موريس حيث يقول «ان الرمز يجب أن يُفهم دون أي قواعد». بالرغم أنه ليس بالسهل اعتبار المباني وكانها رموز طبيعية....
هل للعمارة كل القواعد الموجودة باللغة؟، وهل المعرفة العميقة للرموز المعمارية يمكن ان تسمح بايجاد قوانيين لهذه اللغة. هذا ليس بالسهل بما ان الكثير من المباني لها قواعدها الخاصة بها في تنظيم وتركيب أجزاءها. ولكن هذا لا يجب أن يردعنا عن ايجاد تشابه بين قواعد اللغة وتركيب العمارة. مثلا تجميع أو تركيب أجزاء البناء يمكن ان يشبه بالكلمات ولهذا فالمعنى الاجمالي للمبنى ينبع من منطقية ذلك التجميع.
وكما يقول البيرتي الجمال يكمن في تنظيم الأجزاء ولا يمكن تغير جزء دون تغير الكل، مثلا قوانين النظم (orders) في العمارة الكلاسكية يمكن ان تُشبه بقواعد اللغة. هذه النظم التي وصلت إلى ممارين النهضة كقواعد مطلقة حيث اختيار إحدى هذه النظم يعني تغير جميع التناسب الأفقية والعمودية للمبنى وفي شكل الفتحات الخ... وهذا يعني انه لا يوجد عفوية أو ابداع في تصميم البناء لأن النظم تعمل كمراقب في تصميم كل الواجه واجزاها وفي حالة حدوث غلط في استعمال هذه النظم، يؤدي إلى تشويه المعنى الكلاسيكي والمعنى الكلي للمبنى ولكل اجزاءه.
قواعد مماثلة يمكن ايجادها أيضاً في العمارة الحديثة، مثلاً في مشروع «وحدات السكن في مرسيليا» (Unité d'Habitation) للمهندس ليكوربوزيه (Le Corbusier) وفي مشروع «بيدفورد بارك» (Bedford Park) من تصميم المهندس الأنجيليزي فويسوي (Voysey).
خلط القوانين يُعطي قوانين أخرى كما حدث في حركة المانيريزمو «التي كانت تضمن معمارين مثل جوليو رومانو، بيروتسيو ميكل انجيلو» ومع هذا يمكن ايجاد تشابه بين اللغة والعمارة.
طريقة تعبير الإنسان (سميولوجيا) يمكن ان يكون لها هيكلية والتي هي موضوع مهم للبحث.
مثلاً في الجملة يوجد مجموع من الكلمات التي يمكن تبديلها دون تشوية المعنى المنطقي للجملة، ونفس المنطق يمكن ان يطبق على العمارة مثلا القوس يمكن ان يتبعة أقواس من نفس النمط.

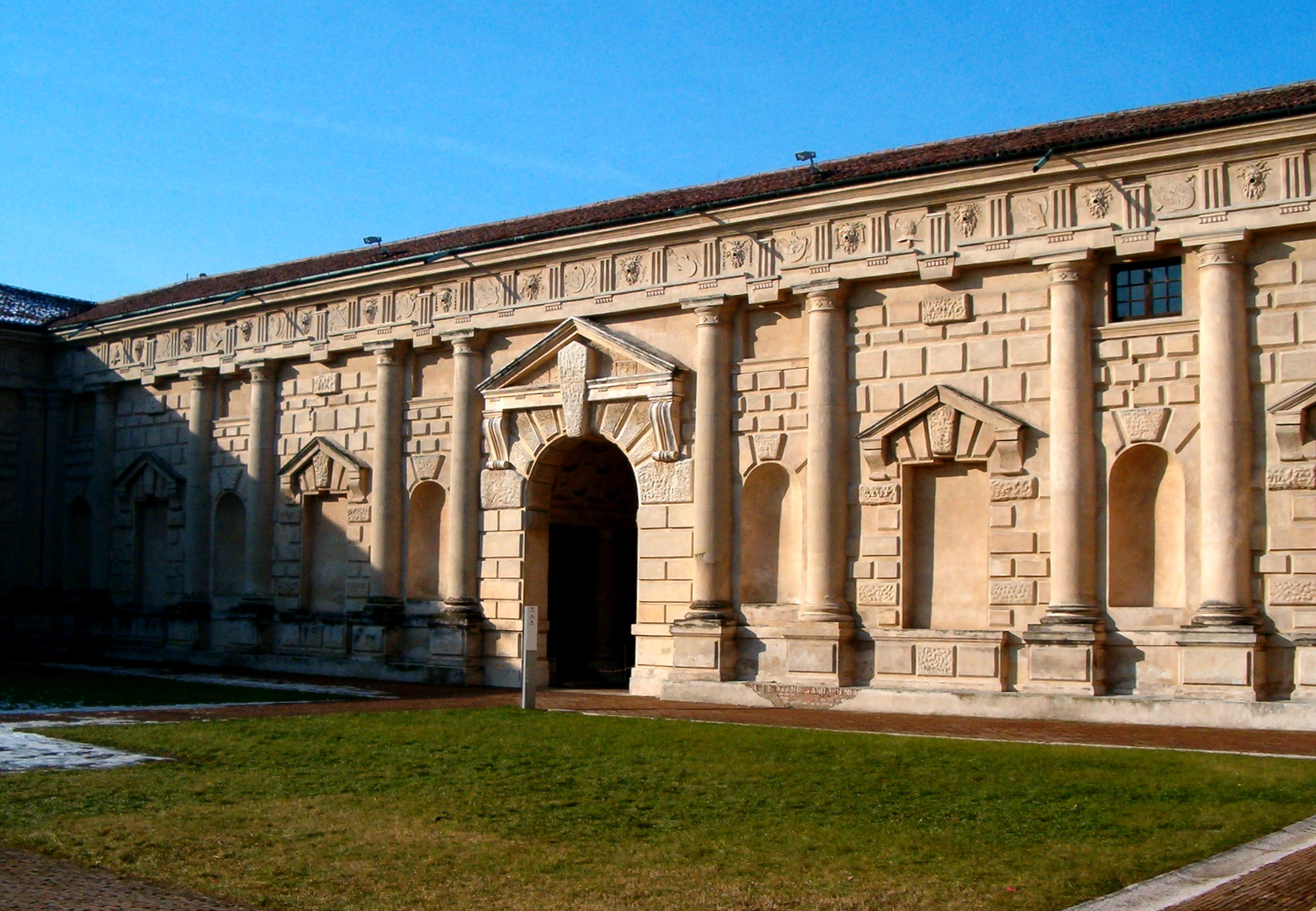
قصر الشاي/تصميم جوليو رومانو / مدينه مانتوفا

قواعد اللغة يمكن ايجادها في معظم النشاطات البشرية مثل العمارة، الغذاء... الخ.
التسلسل هي قاعدة مهمة في العمارة، مثلا القاعدة لا يمكن ان تكون محل تاج العمود.
في الحقيقة العمارة هي علم متخصص ومعقد وعدم التماشي مع بعض القوانيين يمكن ان يكون مقبول أو لا والقوانين نفسها يمكن ان تكون مخلوطة: الأنظمة الكلاسيكية مع القوطية، النظام الدوريسي مع النظام الكورينثي وهذا يحدث أيضاً في عملية الغذاء. قائمة الغذاء هي لغة كما هو الحال في العمارة التي يمكن شرحها من قبل الذين يعرفون رموزها، وهذا لا يعني انه لا يوجد استثناءيات في العمارة أو في الغذاء. ومثل أي نشاط تسلسلي يمكن ان نحكم عليه بانه صواب أو خطاء.

### القواعد هي أساسيات ومعاني الاجزاء يُحدد المعنى الكلي
الفرق بين المعنى اللغوي واللالغوي والتي السملوجية حاولت ان تشرحه دون جدوى. المعنى المقبول في الجمل ليس نفس المعنى المقبول للغذاء أو للعمارة، وفي هذا يمكن دائما ايجاد منطقية لاختيار الاجزاء.
يوجد منطقية في الجملة إذا كانت النتيجة صادقة أو كاذبة.
الجملة المتعارف عليها يمكن ان تعتبر كرموز لغوية
حسب فكرة الحقيقة والكذب الفلاسفة أعطوا معنى للقواعد الهيكلية للغة والذي يميزها ليس فقط العلاقة بالحقيقة بل أيضا في عملية التركيب «سنتكس» التي تاتي من هذه العلاقة.
نظرية الحقيقة هي القاعدة التي تدلنا كيف نستنتج معنى الجملة من معنى مفرداتها.
كل شكل معماري يضمن وظيفة وبنفس الوقت يضمن فكرة في هذه الحالة لا يوجد نظرية الحقيقة. مثلاً فكرة الكوتيك ماخوذة من فكرة دينية ولكنها يمكن ان تضمن وظيفة غير دينية. الدلالة هي علاقة رمزية تبث رسالة مفهومة بشكل عام. الشكل المعماري يمكن ان يملك وظيفة ولا يدل عليها لانه لا يوجد نظرية للدلالة والمضمون والعلاقة بين العمارة والوظيفة ليست سببية بل لاهوتية، هناك الكثير من الاشياء التي لها معاني لاهوتية 
فقط ضمن فكرة الجملة الكلمات تاخذ مراجعها «فريج»
في المعنى الطبيعي والمعنى اللغوي لا يمكننا ان نتحث عن علامات ورموز حيث لا يوجد اتفاقيات ومرجعيات ولا حقيقة. ولهذا في العمارة نحن بحاجة إلى رموز جديدة. ليست ضروري التقيد بقوانين العمارة ولكن في فهم معناها.
طريقة خاطئة في تركيب الاجزاء نجدها في فندق ميكاديلي، هناك خروج عن القاعدة الكلاسيكية.
مقارنة مع كنسية الريدنتوري للمهندس بلاديوا.
ان الفكرة البدائية للمعنى لا تاتي من قاعدة أو من الحاجة إلى متطلبات سابقة.
نوع المعنى الذي يريد إعطاءه هنا لا يمكن ان يحضن أي نظرية تركيبية.
لغة العمارة بعيدة عن أي شيء يمكن ان يعرف اعراب.

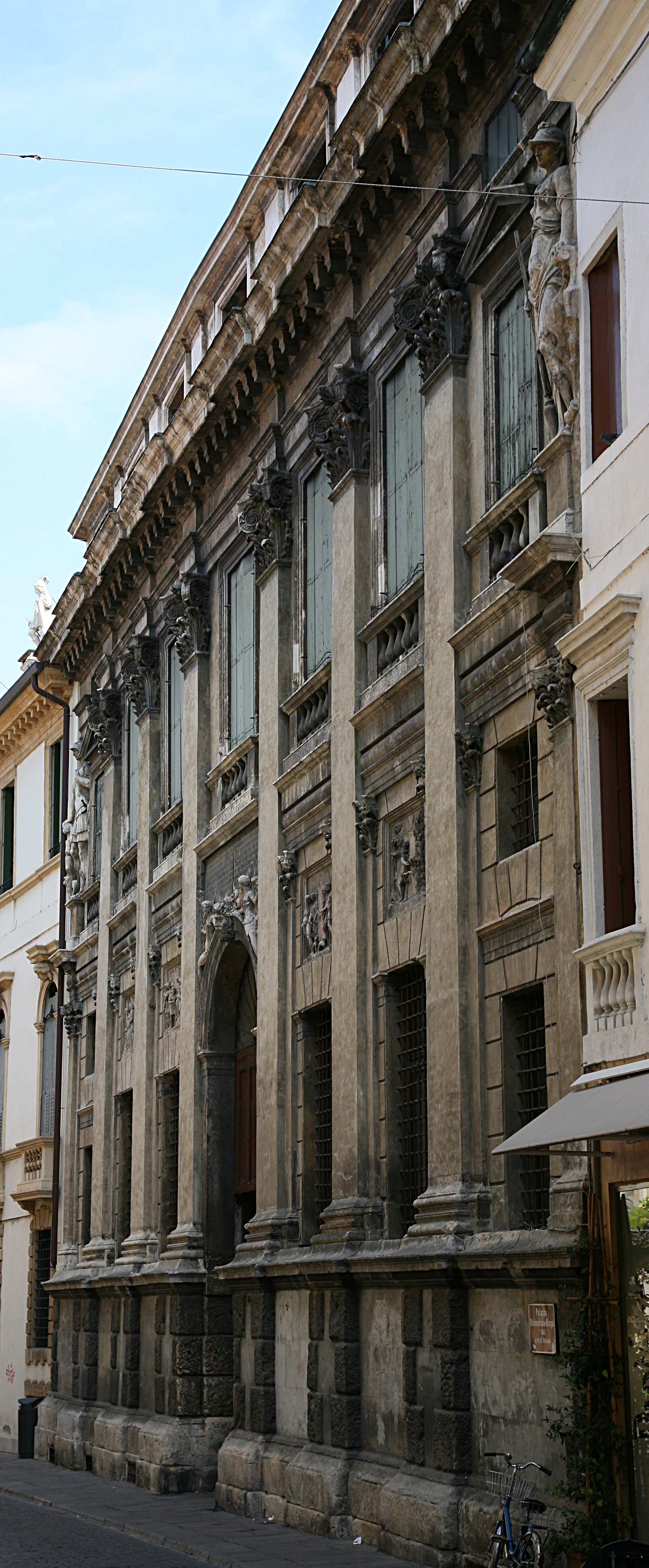
قصر فالمارانا

في قصر فالمارانا للبلاديو: الاعمدة الغليطة نقلت إلى وسط الواجهة بينما تُركت في الزاوية اعمدة هزيلة وتماثيل ضعيفة، النتيجة ليست متضاريبة بالعكس كانت حيوية ومبهجة محققة انسجام غير متوقع بين هيبة المبنى وتواضع النمط المعماري في الاطراف.
إذا المبنى لم يفاجئنا بنظامه لهذا لا يجب أن تذعرنا التغيرات التي طرحت، في سياق القوانين تلك الحركات الحرة هي قادرة ان تعطي نوايا معبرة، هذا المثل كان نموذج لكل العمارة الغربية، حيث المعماري كان يبحث عن القواعد واكتشاف قواعد أخرى من خلال الانحراف عنها.
من لحظة تاسيس الأنظمة الكلاسيكية، بدأ اختبار واختراع أنظمة ومفاهيم جديدة والتي أصبحت بعد ذلك نموذج للمعمارين الجدد، مثلا معبد البرامانتة والفيستيبولو لميكيل انجيلو، معنى هذه النماذج المعمارية لا يمكن شرحها عن طريق الطاعة للقواعد. 
في هذه الامثلة يوجد معنى اجمالي للاجزاء والتي فيها الواحد يعتمد على الآخر كما يحدث في الدلالية اللغوية وليس مثل المثل الذي لوحظ في فندق بيكاديلي حيث التفاصيل خُلطت بشكل لا يعطي أي معنى. التفاصيل يجب أن تكون منظمة وهذا حدث في انماط أخرى مثل الباروك الذي عزز الاجزاء الزخرفية، كما يحدث
أيضا في العمارة الحديثة، تفاصيل الباوهاوس الآن معروفة بما فيها الكفاية والتي نادرا لا تطبق بشكل منطقي وكثيرا ما يفشل المعماريون في إدراج المبادئ التي طرحها كروبيوس.
رفض الزينة كان لكروبيوس مبدا النمط الجديد الذي اعتبر أن كل اشكال الزخرفة ليست لها أي علاقة بالقواعد الجديدة وحاولت حذف كل أساسيات الفن القديم.
تحليل سطحي يمكن ان يقترح ان نفس المعنى لواجهة مبنى كريماني في فينيسيا هو نفس معنى الواجهة لمحطة سكوتس، في الحالتين هنالك لحن مقرر وقوانين مطاعة في تركيب الاجزاء والتي كانت ناجحة في كلتا الحالتين، في قصر كريماني يعبر عن الانسجام والابتهاج عن طريق القواعد الهيكلية التي اتبعت في الواجهة.

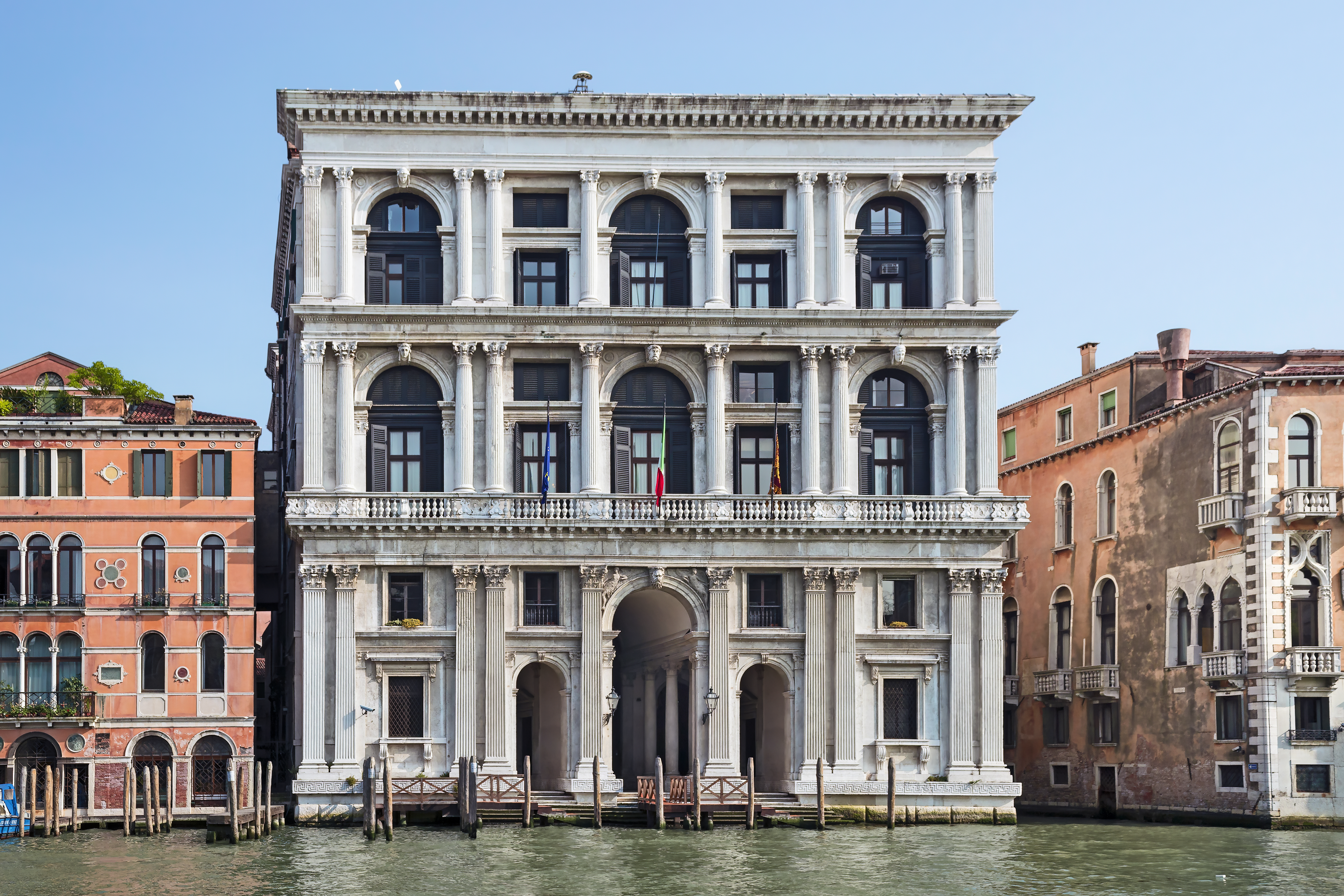
واجهة قصر كريماني

لا يمكن فصل نوعية المبنى عن تفصيلاته الجزئية وهذا يعتمد على العلاقة المتبادلة بين الكل والجزء، العمارة يجب أن تعطي للمبنى معنى كما فعلوا «رسكن وفيوليت لودوك». حيث التفصيل الصحيح يمكن ان يكون له معنى هيكلي، أي وظيفة هيكلية مثل القوس والصهوة «القبة البرجية»
بيجن اعطى دور وظيفي للعمارة القوطية الجديدة.
الطراز يجب أن يكون له قواعد سهلة لتسمح للمهندس بتجميع الاجزاء للوصول إلى شكل له معنى، مثل الزخرفة في الكنسية القوطية.
إذا كنت اعرف اللغة الأنجيليزية والفرنسية يمكن لي ان اكمل بالفرنسي جملة بدأتها بالأنجيليزية وبهذا يكتمل المعنى الكلي للجملة. وبالمثل، انه يُعتبر إنجاز، مثلاً، استكمال مبنى قوطي بنمط باروكي. هاواكسور حاول عمل ذلك الأبراج الغربية في في مشروع دير وستمنستر ولكن يمكن ملاحظة ان الأبراج يبدوا منفصلين عن الديرولم يكن هناك استمراية مع الحركة الأفقية الأجمالية للدير. وهذا يعود إلى خلط انماط مختلفة. بينما في متحف اشموليان كان هناك خلط بعناصر مثل أعمدة رومانية وتاج العمود يوناني والقوصرة باروكية والنوافذ بلاديون والبراوز على نمط فينيولا وميكل أنجيلو وإفريز يوناني وكثيراً من التصاميم الخاصة بالمهندس، كل هذة العناصر اعطت انسجام لهذا المبنى الأنجليزي، ويظهر أيضاً نظام تطور المعنى ولكن ليس المعنى التعبيري للغة ولا لقوعدها التركيبية.
هذة الأمثلة تُظهر بُعد الفن (بشمل العمارة) عن القواعد اللغوية، ويمكن ان واحد من الأسباب لوجود نظريات السيميولوجية والسنتاكسية للفن هو الرغبة في إيجاد فكرة واحدة تضمن كل أنواع الفنون. وهذا يعني ان القيم الجمالية والمعاني لا يمكن ان تحلل بشروط السيميولوجي. خلق معنى الجماليات يتعلق بمصطلحات مثل المناسب والملائم والتي ليست لها علاقة بقواعد السيميولوجيا..
نمط العمارة يمكن ان يُقلد ويمكن اكتسابة عن طريق النظر الية دون الحاجة إلى قاموس لترجمتها.
اشكال العمارة بعض الأحيان تسمى بالرموز، وبما انها تختلف عن رموز مثل أشارات المرور، عل الأشارات لا يمكن ان يضمنهم. لأن لهم وظيفة رمزية، يملكون معلومات موجدون لسبب ما ويعطون معلومات للمشاهد. وبالغم انهم عبارات تعبيرية، لا يملكون قواعد ظاهرة ولا يعطوا معلومات محددة. ولسبب أو لأخر نرغب ان يبقوا علات رمزية. ويمكن لنا ان نفهم هذة الرموز إذا تجاهلنا مماثلتم باللغة. لذلك دعونا نستكشف أنواع جديدة من الرموز دون أفتراض أي نوع من علم للأشارات.